# ウィリアム・ハント・ペインター

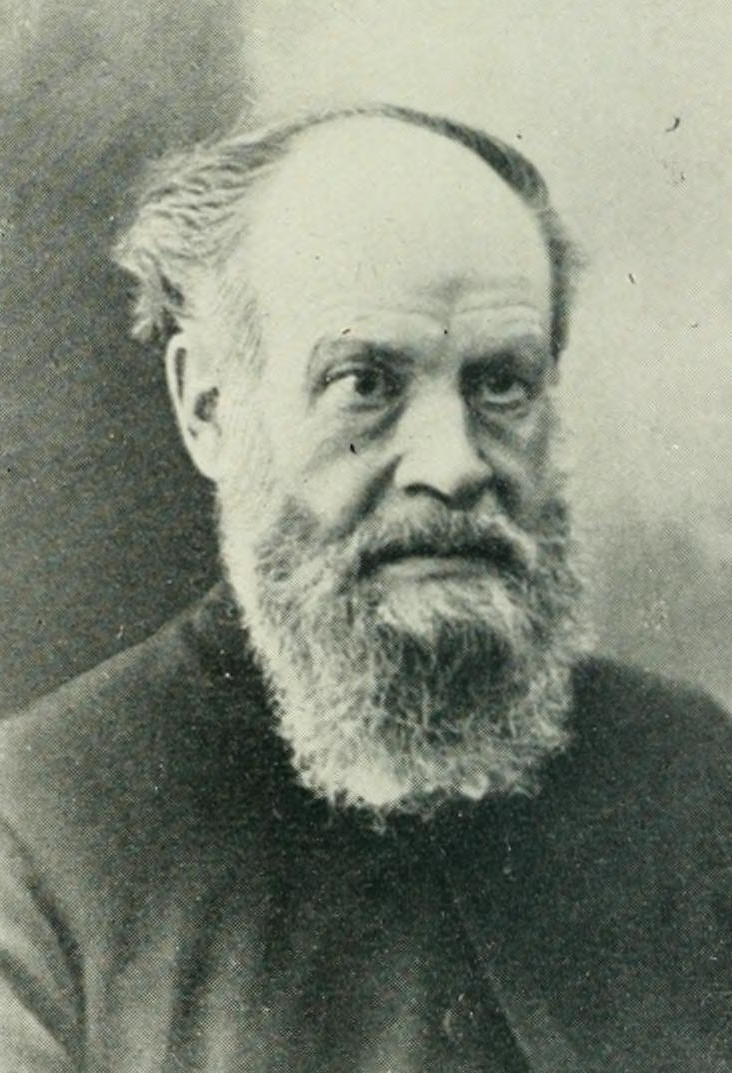
ウィリアム・ハント・ペインター

ウィリアム・ハント・ペインター（William Hunt Painter、1835年7月16日 – 1910年10月12日）はイギリスの植物学者である。ダービーシャーの植物相についての最初のまとめた著書を執筆した。

## 略歴
バーミンガム近くのAstonに生まれた。父親は雑貨商である。銀行で働いた後、イギリス国教会の聖職者になることを決めた 。1861年にチェルシーで説教助手を務め、イギリス教会宣教会(Church Missionary Society)から海外に派遣されることを希望していたが、ウェストモアランドのバーボンの副牧師として働くことになり、そこで、ロバート・ウッド師と出会い、植物学の世界に進んだ。
1865年にハイウィカム（High Wycombe）の副牧師（curate）になり、キューガーデンの標本館で働き始めていた、ジェームズ・ブリテンと出会った。ブリテンは熱心なカトリックであり、宗教的な立場は異なったが、植物学を通じて、親しく交際した。1871年に結婚して、ベドミンスターなどで副牧師を務めた 。
ダービーシャーの植物を研究し、1881年に論文を書き、1889年に補足の論文を書き、これらの研究結果は『ダービーシャーの植物』（"Contributions to the Flora of Derbyshire"）にまとめられた。1891年にBiddulphの副牧師となり、1894年にStirchley の主任牧師になった。1898年から苔類の研究を始め、その後植物研究に専念した。採集旅行や標本の交換会に参加し、ダービーシャーやブレコン、ファルマスやカーディガンシャーの苔類に関する論文を執筆した。1909年までStirchleyに住み、引退する前に収集した標本をアベリストウィス大学に寄贈した。翌年、死去しStirchleyに葬られた。熱心な植物交換会クラブ（Botanical Exchange Club）の会員であった。ペインターの集めた標本はアベリストウィス大学だけでなく、キューガーデンやオックスフォード大学やロンドン自然史博物館などにも残されている。